# Rafael Solaz Albert
Rafael Solaz Albert (València, 1950) és un investigador, bibliòfil i documentalista valencià.
Als onze anys compra el seu primer llibre en una llibreria de vell. En aquell moment s'inicia en la bibliofília, arribant a formar una biblioteca de més de deu mil volums, a més de diferent documentació i arxiu gràfic. És President de la Societat Bibliogràfica Valenciana Jerònima Galés i Senador del Museu de la Impremta.
Relacionat en ambients humanistes, estudia dibuix i pintura a l'Escola d'Arts i Oficis de València, tenint com a professor a Genaro Lahuerta, i realitzant diverses exposicions entre les dècades de 1970 i 1990. Per la seua afició als llibres, comença a escriure articles com a col·laborador en revistes i premsa, fins que l'any 2001 decideix publicar el seu primer llibre.
També és el responsable del Museu del Silenci, unes visites pel Cementeri General de València que mostren el sentit artístic, històric i biogràfic del lloc, iniciativa que forma part de les Rutes de Cementeris Europeus.